# WikiEducator
WikiEducator е международен уики проект на онлайн общността за съвместно разработване на учебни материали, които преподавателите са свободни да използват повторно, адаптират и споделят без ограничения. Използва безплатния уики софтуер с отворен код „МедияУики“. Стартира през 2006 г., като се поддържа от фондацията с нестопанска цел „Отворени образователни ресурси“ (Open Education Resource, OER). Сайтът разполага с разнообразие от учебни ресурси: директни учебни ресурси като планове на уроци и пълни курсове, както и ресурси за подпомагане на обучението, като индивидуални училищни портали и предложения за финансиране. Проектът има за цел да се съсредоточи върху изграждането на капацитет при използването на „МедияУики“ и свързаните безплатни софтуерни технологии, разработване на безплатно съдържание за използване в образователни институции и на други места, улесняване на създаването на общностни мрежи и сътрудничество и насърчаване на нови технологии.